# Kościół św. Wojciecha w Bytomiu
Kościół pw. św. Wojciecha w Bytomiu – kościół parafialny w Bytomiu, zbudowany w połowie XV w. Posługę duszpasterską pełnią w nim franciszkanie.

## Historia
Pierwszy, drewniany kościół wraz z klasztorem dla sprowadzonych przez księcia Władysława Opolskiego w 1258 roku franciszkanów zbudowano w Bytomiu w latach 1257 – 1258. Nosił on wezwanie św. Mikołaja.
W wyniku wojen husyckich franciszkanie zostali w 1430 roku wygnani z miasta przez sympatyzujące z husytami Mieszczaństwo. W 1440 roku do Bytomia przybyła obserwancka gałąź zakonu. Przed 1450 rokiem przebudowali oni kościół i klasztor, zastępując drewniane budynki murowanymi. 20 maja 1454 roku w kościele wygłosił kazanie bernardyński reformator i kaznodzieja, św. Jan z Kapistranu.
Wobec rozwijającej się reformacji w ostatnich latach XVI w. bernardyni zostali zmuszeni do opuszczenia klasztoru. Powrócili do niego w 1605 roku, na fali kontrreformacji. Kolejne zniszczenia dotknęły kościół i klasztor w czasie wojny trzydziestoletniej. W XVIII w. kościół został przebudowany w stylu barokowym. Dobudowano nawę główną, wieżę z kruchtą i nową fasadę, zbarokizowano wnętrze i zainstalowano nowe Organy.
W 1810 roku majątek zakonu bernardynów w Prusach został zsekularuzowany. Budynek bytomskiego klasztoru został przejęty przez miasto i przeznaczony na szkołę (na jego miejscu znajduje się obecnie secesyjny budynek szkoły zbudowany w 1902 roku), w kościele urządzono magazyn, zaś w 1833 roku sprzedano go parafii ewangelickiej.
Po zakończeniu II wojny światowej kościół, wobec wysiedlenia ludności niemieckiej, pozostał bez wiernych. Świątynie zajęli katolicy, pod przewodnictwem księdza Zygmunta Staniszewskiego, przymusowego wysiedleńca z Kresów Wschodnich. Wtedy kościół uzyskał obecne wezwanie. Formalnie, budynek został przekazany Kościołowi katolickiemu w 1947 roku, w zamian za zwrot − również zajętego wcześniej − kościoła w Katowicach.
Od 1950 roku przy kościele powstała samodzielna kuracja, erygowana przez administratora apostolskiego, księdza Bolesława Kominka, a w 1952 roku parafia św. Wojciecha. W tym samym roku opiekę nad świątynią przejęli ponownie bracia mniejsi. Odbudowę kościoła zakończono w 1964 roku.
W 2025 roku przeprowadzano renowację kościoła, 27 lutego 2025 roku wstawiono odnowione główne drzwi do świątyni.

## Architektura

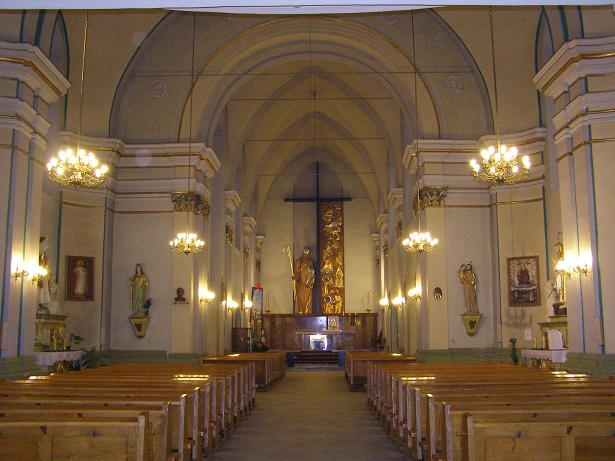
Wnętrze kościoła św. Wojciecha

Kościół św. Wojciecha w Bytomiu jest jednonawowym, halowym, barokowym kościołem z gotyckim prezbiterium, murowanym z cegły z elementami kamienia. Pod prezbiterium znajduje się niedostępna, zamurowana krypta. Większość wyposażenia wnętrza jest współczesna, z dawnych sprzętów pozostały dwie barokowe figury z XVIII w., przedstawiające świętych Piotra i Pawła. Od 1997 r. parafia jest w posiadaniu relikwii św. Wojciecha, które sprowadzono z Pragi staraniem proboszcza, ojca Bartłomieja Kuźnika.
Kościół jest świątynią klasztoru Braci Mniejszych z Prowincji Wniebowzięcia Najświętszej Maryi Panny Zakonu Braci Mniejszych w Katowicach. Klasztor i siedziba urzędu parafialnego znajduje się naprzeciw świątyni.